# Aria 62128
Aria 62128 – polski monofoniczny radioodbiornik lampowy z wbudowanym gramofonem, produkowany w latach 1963–1966 w Zakładach Radiowych Diora. Umożliwia odbiór stacji na falach długich, średnich, krótkich i UKF.

## Charakterystyka
Posiada oddzielną regulację tonów niskich i wysokich, obrotową antenę ferrytową, gniazda antenowe i wyjście głośnikowe. Układ odbiornika (superheterodynowy) zawiera 6 lamp elektronowych (ECC85, ECH81, EBF89, ECC83, EL84 i EM84) i 2 diody germanowe (DOG-53). Wbudowany gramofon pracuje z prędkościami obrotowymi 78, 45, 33⅓ obr./min.
Odbiornik powstał jako połączenie gramofonu elektrycznego GE 250 z odbiornikiem radiowym Boston 62123, parametry techniczne odbiornika Aria 62128 pokrywają się z parametrami odbiornika Boston, z małymi wyjątkami: zwiększony pobór mocy przy włączonym gramofonie, dwa głośniki (niskotonowy GD 26-18/3 i wysokotonowy GDW 12,5/1,5) zamiast trzech (niskotonowego i 2 wysokotonowych), ciężar ok. 16 kg (większy od Bostona o ok. 5 kg).